# Tamuda
Tamuda és un jaciment de la ciutat punicomauritana de Tamuda, sobre la qual s'instal·là un castellum d'època romana. Es troba a pocs quilòmetres de l'actual Tetuan (el Marroc). Té una gran importància històrica l'assentament preromà, per haver estat habitat en època anterior a la colonització romana al nord d'Àfrica, pels mauritans. Situada a 2 km de Tetuan al costat del riu Martil per la carretera de Xauen. Són les ruïnes d'una ciutat de possible origen púnic o cartaginés, posteriorment mauritana i finalment romana. Degué existir des del segle iii abans de la nostra era fins al començament del segle I.

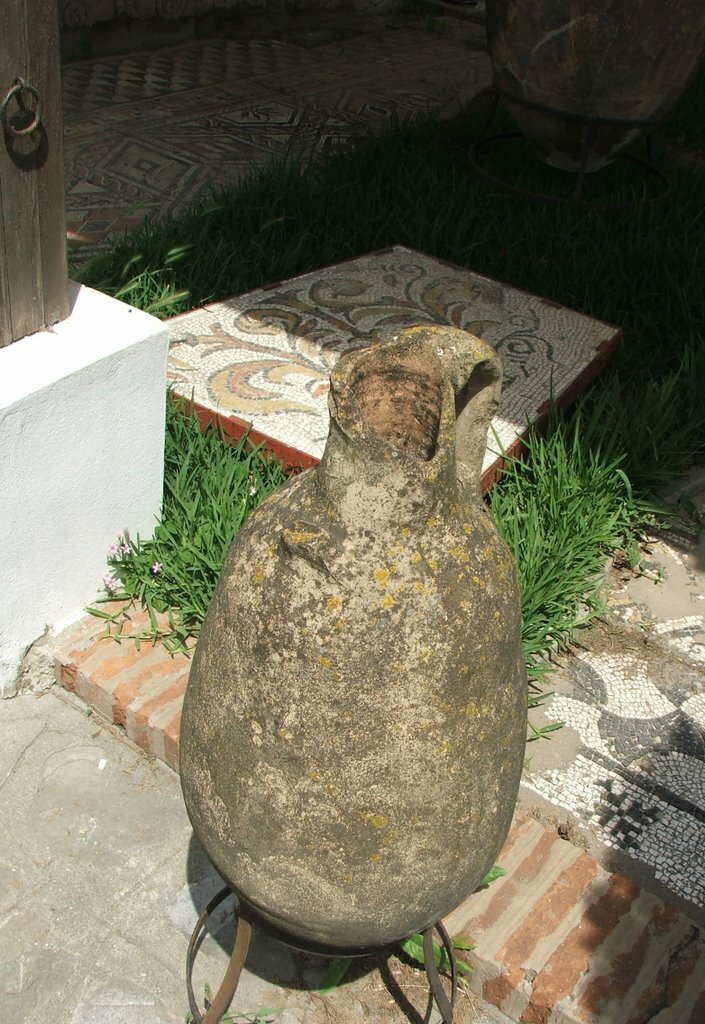
Àmfora romana en el Museu Arqueològic de Tetuan

Habitades les muntanyes de Tetuan des de l'Antiguitat, els mauritans nòmades, més tard sedentaris, colonitzen aquesta àrea i s'estableixen en el segle iii abans de la nostra era a prop de l'actual Tamuda, al costat del riu Martil.
De l'ocupació feniciopúnica no hi ha pas prou documentació. De la ciutat mauritana, la fundació de la qual es remunta al segle iii ae, se sap que estava dividida en molts barris funcionals seguint el clàssic esquema regular i orientat. El barri sud es componia d'un conjunt d'illes de cases amb habitacions rectangulars. En el sector SE hi havia una plaça quadrangular, envoltada de cases, que havia de ser el fòrum o centre de la ciutat. A l'oest del mur que tanca aquest espai, és la necròpoli. D'època posterior, ja avançat l'imperi, són les ruïnes que es conserven d'una manera més visible, constituïda per una ciutat emmurallada, o més ben dit un castre, perquè tenia caràcter militar, i va servir de seu molt de temps a una ala de cavalleria.
És un espai emmurallat de planta quadrada, amb un mur defensat per torres en cada angle i flanquejant les portes; al seu interior dos carrers, el cardus maximus de nord a sud i el decumanus maximus; en la intersecció es veu un gran aljub alimentat per un canal.
Aquesta instal·lació es defineix com un quadrat amb unes dimensions de 98 m x 93 m orientant les portes d'accés als punts cardinals.
A prop de la porta sud es poden veure unes petites termes amb una habitació de rajola, separades per un mur que recolza sobre tres arcs de rajola. La resta de les construccions són de tècnica rudimentària com a habitacions quadrades o rectangulars, algunes amb terra enllosat. En el segle ii, Tamuda esdevingué una ciutat florent, oberta a la Mediterrània, amb la qual estava connectada pel riu Tamuda (flumen tamudae, segons fonts de l'antiguitat). Cap a la fi del segle i la ciutat quedà devastada per un incendi que fou testificat en diversos llocs del nord del Marroc. Cap a l'any 40, amb motiu de l'ocupació romana de Mauritània i de la revolta d'Aedemon, Tamuda restà definitivament destruïda. En el segle ii els romans van construir un campament defensat per torres. Al final el segle iii, aquest campament fou modificat i li afegiren torres semicirculars a les cantonades i a les cortines.

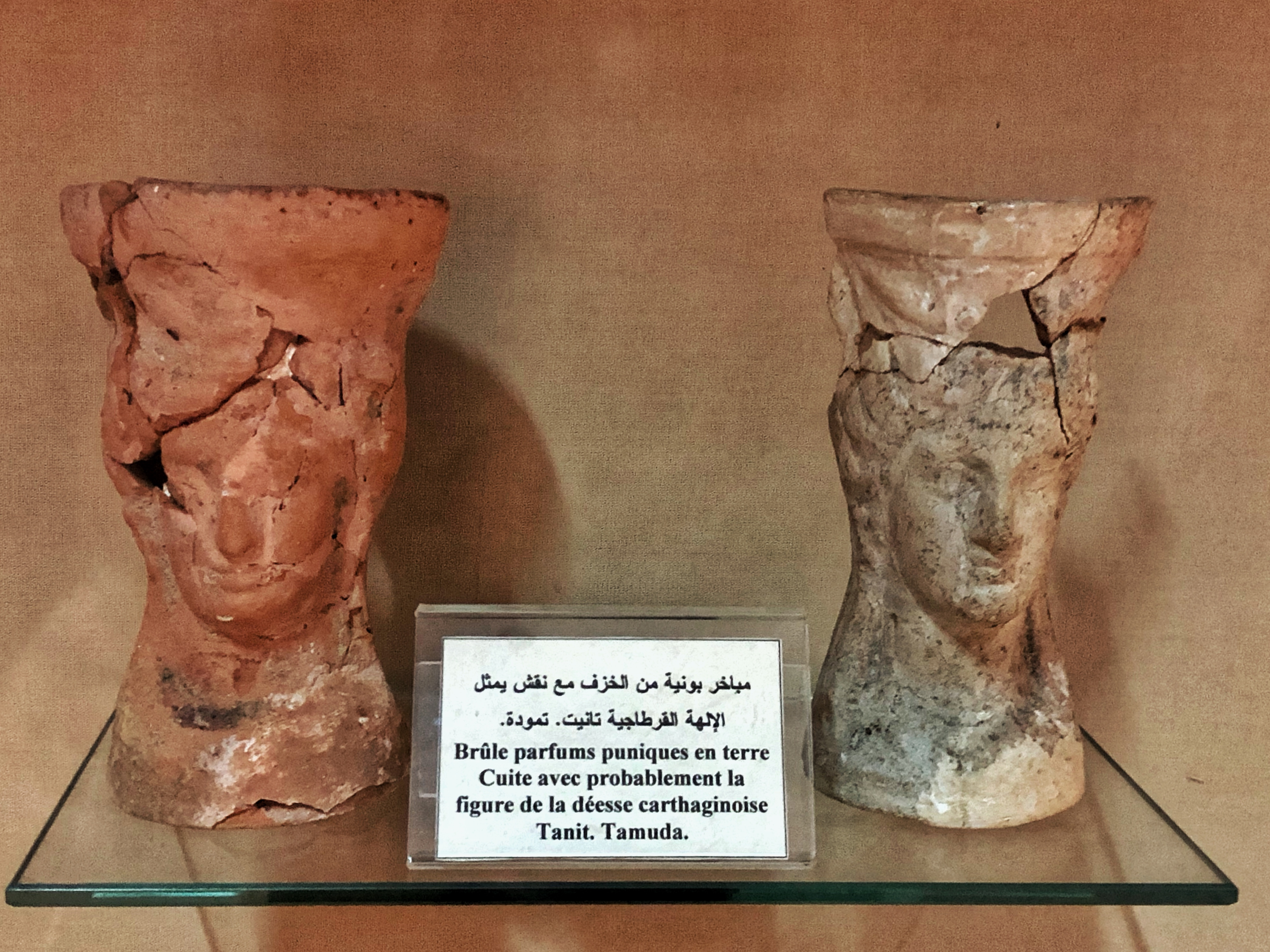
Cremador d'encens en forma de Tanit, Museu de Tetuan

L'inici de l'excavació es feu per iniciativa de l'Alta Comissaria de l'estat espanyol al Marroc per la seua la proximitat de la seua residència a Tetuan, segons Alfredo Rivera, cronista de l'Imparcial. Dámaso Berenguer i el tinent coronel Juan Lasquetty Perozo van aconseguir una subvenció i la col·laboració de l'arqueòleg César Luis de Montalbán i de Mazas:
"El general Berenguer, sabedor de l'existència de les ruïnes, amagades davall capes de terres de conreu, de les quals els magrebins havien arrancat durant centenars d'anys milers de tones de productes, consagrà el seu esforç a aconseguir l'important descobriment arqueològic en la fins ara inexplorada Mauritània Tingitana. Va obtenir del Ministeri d'Estat una subvenció per als treballs d'excavació, amb càrrec al pressupost del Protectorat colonial, i aprofitant la feliç coincidència del pas per Tetuan del notable arqueòleg espanyol Sr. César L. de Montalbán, li encarregà l'àrdua labor, sota la inspecció de l'il·lustre acadèmic d'Història i president de la comissió de Monuments, tinent coronel Lasquetti."
Un equip internacional format per una vintena de professors i estudiants de la Universitat de Cadis, la Universitat Abdelmalek Essaadi i la Direcció de Cultura Tànger-Tetuan del Ministeri de Cultura del Govern del Marroc feren el 2012 una campanya de treballs de camp en el jaciment de Tamuda, que constitueix l'assentament preislàmic més important de la zona, amb una imposant ciutat hel·lenística (segles II i I abans de la nostra era) i un campament romà (segle I - V) en un estat de conservació excepcional.
En l'actualitat, els investigadors Abdelaziz El Khayari, Mehdi Zouak i Bernal Cassassola realitzen un projecte de prospeccions arqueològiques a la vall del riu Martil, com les que va fer Miquel Tarradell i Mateu en els anys 1950.
Després de la conquesta dels àrabs, aquests construïren, davant de Tamuda, la primera alcassaba, el 1286, i s'edificà en el segle xiv  una petita ciutat, com a base per a atacar Ceuta. En el segle xv, esdevingué una seu de corsaris que practicaven la pirateria per l'estret de Gibraltar. El rei Enric III de Castella va arrasar la ciutat i els seus vaixells.